# Arbeitsgericht Kreuzburg (Oberschlesien)
Das Arbeitsgericht Kreuzburg (Oberschlesien) war ein Gericht der Arbeitsgerichtsbarkeit mit Sitz in Kreuzburg (Oberschlesien).

## Geschichte
Gemäß Arbeitsgerichtsgesetz vom 23. Dezember 1926 wurden in Deutschland Arbeitsgerichte gebildet. Diese waren nur in der ersten Instanz organisatorisch selbstständige Gerichte, die Landesarbeitsgerichte waren den Landgerichten zugeordnet. Am Landgericht Gleiwitz entstand so 1927 das Landesarbeitsgericht Gleiwitz als eines von drei Landesarbeitsgerichten im Bezirk des Oberlandesgerichtes Breslau. In Kreuzburg entstand das Arbeitsgericht Kreuzburg. Sein Sprengel umfasste den Bezirk der Amtsgerichte Konstadt, Kreuzburg, Landsberg O.S., Pitschen und Rosenberg. Es bestand eine gemeinsame Kammer für Arbeiter und Angestellte und eine Kammer für Handwerk.
Nach der Besetzung Deutschlands durch die Alliierten wurden 1945 die Deutschen vertrieben und die Geschichte des Arbeitsgerichts Kreuzburg endete.